# If Not for You
If Not for You är en låt skriven och lanserad av Bob Dylan. Det var albumet New Mornings första spår, och låten släpptes även som singel. Den listnoterades varken i USA eller Storbritannien, men blev en mindre hit i Nederländerna där den nådde #30 på singellistan. Låten domineras musikaliskt av en elorgel med vibrato, och steel guitar.
En månad efter att Dylan släppt sin version, släpptes George Harrisons album All Things Must Pass där en version av låten fanns med. Harrison hade tidigare spelat låten tillsammans med Dylan under en inspelningssession, men ingen av artisterna tyckte den inspelningen var tillräckligt bra för att släppas kommersiellt. Denna inspelning släpptes senare på samlingen The Bootleg Series Volumes 1-3 (Rare & Unreleased) 1961-1991. Den framgångsrikaste covern av låten var Olivia Newton-Johns version som 1972 blev en stor hit med en sjunde plats på Englandslistan. Rod Stewart spelade 2006 in låten till albumet Still the Same....
Låten har tagits med på ett flertal samlingsskivor med Dylan så som Bob Dylan's Greatest Hits, Vol. 2 (1971), Masterpieces (1978), Biograph (1985), och The Essential Bob Dylan (2000).